# فرنسيس مارتن
فرنسيس مارتن (بالفرنسية: Francis Martin)‏ (و. 1900 – م) هو كاتب سيناريو، ومخرج سينمائي، وممثل، من الولايات المتحدة الأمريكية، ولد في آشلاند.

## وصلات خارجية
- فرنسيس مارتن على موقع IMDb (الإنجليزية)
- فرنسيس مارتن على موقع ألو سيني (الفرنسية)
- فرنسيس مارتن على موقع أول موفي (الإنجليزية)
- فرنسيس مارتن على موقع قاعدة بيانات الأفلام السويدية (السويدية)
- فرنسيس مارتن على موقع ديسكوغز (الإنجليزية)
- فرنسيس مارتن على موقع قاعدة بيانات الفيلم (الإنجليزية)
- فرنسيس مارتن على موقع كينوبويسك (الروسية)